# Đảo Wrangel
Đảo Wrangel (tiếng Nga: остров Врангеля, ostrov Vrangelya) là một hòn đảo trong Bắc Băng Dương, giữa biển Chukotka và biển Đông Siberia. Kinh tuyến 180° chạy cắt dọc đảo Wrangel, chia đảo ra thành hai phần gần như bằng nhau. Do vậy, đường đổi ngày quốc tế đã chạy lệch về phía đông so với kinh độ này để tránh phức tạp hóa giờ giác cho đảo này cũng như bán đảo Chukotka trên phần đại lục của Nga. Đảo Wrangel thuộc thẩm quyền quản lý hành chính của Khu tự trị Chukotka thuộc Liên bang Nga . Trên đảo đá này có một trạm dự báo thời tiết và hai khu định cư của những người Eskimo làm nghề đánh cá ở phía nam của đảo (Ushakovskoye và Zvyozdny). Vùng đất gần nhất với đảo Wrangel là đảo đá nhỏ gọi là đảo Herald cách đảo Wrangel khoảng 70 km (44 dặm) về phía đông. Eo biển De Long với bề rộng chỗ hẹp nhất khoảng trên 140 km chia tách đảo này ra khỏi phần đại lục của châu Á.

## Lịch sử

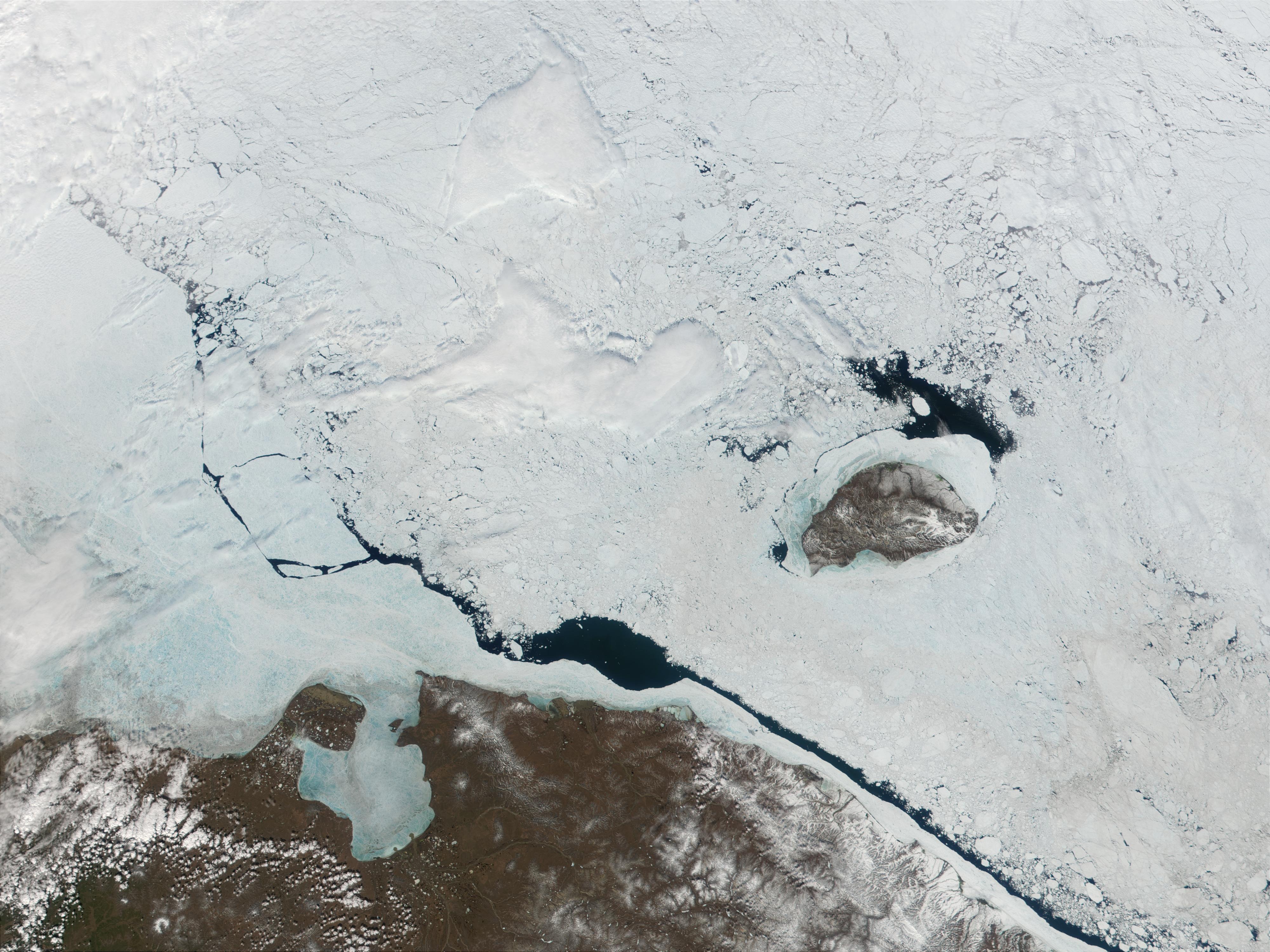
Hình ảnh chụp màu thật MODIS về đảo Wrangel, thực hiện năm 2001

### Tiền sử
Chứng cứ về sự có mặt của con người thời tiền sử được phát hiện năm 1975 tại di chỉ Chertov Ovrag. Hàng loạt các công cụ đá và ngà voi dã được tìm thấy, bao gồm cả lao móc có chốt bấm. Các định niên đại bằng cacbon phóng xạ cho thấy sự sinh sống của con người tại đây đồng thời với sự tồn tại của những con voi ma mút cuối cùng trên đảo, khoảng 1700 TCN, mặc dù người ta vẫn chưa tìm thấy chứng cứ trực tiếp nào về việc săn bắn voi ma mút.
Truyền thuyết thịnh hành của người Chukchi tại Siberia kể rằng một thủ lĩnh tên là Krachai hay Krahay, đã cùng những người dân của mình (người Krachai hay Krahay) vượt qua băng tuyết để tới sinh sống tại vùng đất phương bắc. Mặc dù câu chuyện này chỉ là thần thoại, nhưng sự tồn tại của đảo hay châu lục ở phía bắc là có sự tin cậy do sự di cư hàng năm của tuần lộc trên mặt băng, cũng như sự xuất hiện của các mũi giáo màu xám đen trôi dạt vào bờ biển Bắc cực, được dùng làm đồ trang sức mà người Chukchi không biết đến từ đâu.

### Trước khi phát hiện
Năm 1764, một người Cossack là Sergeant Andreev tuyên bố rằng đã nhìn thấy đảo này, gọi nó là "Vùng đất Tikegen" và tìm thấy chứng cứ về các cư dân của đảo (người Krahay). Đảo này được đặt tên theo nam tước Ferdinand von Wrangel (1797 - 1870), người sau khi đọc báo cáo của Andreev và nghe những câu chuyện của người Chukchi về vùng đất tại các tọa độ của đảo, đã thiết lập đoàn thám hiểm (1820–1824) để đi tìm đảo này, nhưng không thành công

### Thám hiểm của người Anh và Mỹ
Năm 1849, Henry Kellett, thuyền trưởng HMS Herald, đã đổ bộ lên và đặt tên đảo Herald, và nghĩ rằng ông đã nhìn thấy một đảo khác ở phía tây; sau đó nó được ghi trên biểu đồ của Bộ Hải quân Anh như là "Kellett Land".
Tháng 8 năm 1867, Thomas Long, một thuyền trưởng của tàu săn cá voi của Hoa Kỳ, "đã đến gần đảo tới mười lăm dặm. Tôi đã đặt tên cho vùng đất phương bắc này là Wrangell [nguyên văn] Land (Vùng đất Wrangell) … như là sự kính trọng thích đáng để ghi nhớ về người đã bỏ ra ba năm liên tiếp về phía bắc của vĩ độ 68°, và chứng minh vấn đề của vùng biển khơi vùng cực này bốn mươi lăm năm trước, mặc dù những người khác với thời gian muộn hơn nhiều đã cố gắng để tuyên bố là xứng đáng với phát hiện này."
George W. DeLong, chỉ huy của tàu USS Jeanette, đã dẫn đầu một đoàn thám hiểm vào năm 1879 trong nỗ lực để tới được Bắc cực, dự kiến sẽ đi theo "sườn đông của Kellett land", mà ông nghĩ là trải dài tới Bắc cực. Con tàu của ông bị vây hãm trong băng và trôi dạt về phía đông trong phạm vi tầm nhìn của đảo Wrangel trước khi bị đè nát và chìm. Sự đổ bộ lần đầu tiên (đã biết) lên đảo Wrangel diễn ra vào ngày 12 tháng 8 năm 1881 là của một nhóm từ tàu USRC Corwin, họ đã tuyên bố chủ quyền đối với hòn đảo này cho Hoa Kỳ. Chuyến thám hiểm dưới sự chỉ huy của Calvin L. Hooper, đã tìm kiếm tàu Jeannette và 2 tàu săn cá voi bị thất lạc bên cạnh việc tiến hành thám hiểm chung. Trong đoàn này có cả nhà tự nhiên học John Muir, là người đã xuất bản những miêu tả đầu tiên về đảo Wrangel.

### Thám hiểm thủy văn Bắc Băng Dương của Nga
Năm 1911, một nhóm người Nga từ 2 tàu phá băng Vaigach và Taymyr dưới sự chỉ huy của Boris Vilkitsky đã đổ bộ lên đảo và cắm cờ Nga tại đây .
Năm 1916, đế quốc Nga tuyên bố đảo Wrangel là một phần lãnh thổ của mình.

### Thất bại của các đoàn thám hiểm Stefansson
Năm 1914, những người sống sót của đoàn thám hiểm Bắc cực được trang bị kém của Canada, do Vilhjalmur Stefansson tổ chức, đã phải sống trên hoang đảo này tới 9 tháng sau khi tàu của họ, Karluk, bị xiết chặt và đè nát trong băng. Những người sống sót này đã được tàu đánh cá trang bị động cơ dầu của Mỹ là King & Winge giải cứu sau khi thuyền trưởng Robert Bartlett đã phải đi bộ trên mặt băng của biển Chukotka vào Siberia để nhờ trợ giúp.
Năm 1921, đảo Wrangel lại chứng kiến thêm một thảm họa nữa khi Stefansson gửi 5 người (1 người Canada, 3 người Mỹ và 1 người Inuit) trong một cố gắng nhằm tuyên bố chủ quyền đối với hòn đảo này cho Canada. Những nhà thám hiểm này do chính tay Stefansson lựa chọn trên cơ sở kinh nghiệm trước đây cũng như các khả năng lý thuyết của họ. Steffanson tính toán đến những người này với kiến thức vượt trội trong các lĩnh vực địa lý và khoa học cho đoàn thám hiểm. Nhóm ban đầu bao gồm Allan Crawford từ Canada, Fred Maurer, Lorne Knight và Milton Galle từ Hoa Kỳ nhưng gần như tất cả đã chết do bệnh scobut. Năm 1923, người sống sót duy nhất của đoàn thám hiểm này, người đàn ông của tộc Inuit là Ada Blackjack, đã được một tàu cứu thoát khi cho đổ bộ một nhóm 13 người (1 người Mỹ là Charles Wells và 12 người Inuit).

### Liên Xô
Năm 1924, Liên Xô đã loại bỏ các thành viên của khu định cư này và thiết lập khu định cư tồn tại cho tới nay trên đảo. Năm 1926, dưới sự chỉ huy của G. A. Ushakov, Liên Xô cho xây dựng một trạm nghiên cứu vùng cực tại đây. Cùng với Ushakov, người ta đưa tới đây định cư 59 người nữa, chủ yếu là người Eskimo.
Trong thập niên 1930, đảo Wrangel trở thành địa điểm của sự kiện tội phạm kỳ quái khi nó nằm dưới sự quản lý của viên thống đốc được chỉ định nhưng ngày càng chuyên quyền độc đoán tên là Konstantin Semenchuk, kẻ đã kiểm soát công chúng và các nhân viên của mình thông qua tống tiền và giết người công khai. Ông ta cấm những người Eskimos địa phương không được đi săn moóc (Odobenus rosmarus), đặt họ vào tình trạng chết đói, trong khi vẫn thu thập thực phẩm cho bản thân mình. Ông ta còn dính líu vào những cái chết bí ẩn của một số những người đối lập, kể cả vị bác sĩ tại địa phương. Phiên tòa tháng 6 năm 1936 tại Moskva đã xử tử hình Semenchuk vì tội "cướp bóc" và vi phạm luật pháp Xô viết.
Trong và sau Đại chiến thế giới lần thứ hai nhiều tù binh người Đức và các chiến hữu của Andrey Vlasov đã bị cầm tù và chết trên đảo Wrangel. Tù nhân sau này đã di cư sang Israel, Efim Moshinsky, tuyên bố đã nhìn thấy Raoul Gustav Wallenberg tại đó vào năm 1962.
Theo một số cá nhân tại Mỹ, bao gồm cả nhóm State Department Watch Lưu trữ ngày 28 tháng 8 năm 2008 tại Wayback Machine, 8 đảo vùng Bắc cực hiện tại do Nga kiểm soát, trong đó có đảo Wrangel, bị chính quyền Hoa Kỳ đòi. Tuy nhiên, theo Bộ Ngoại giao Hoa Kỳ, thì yêu sách như thế không tồn tại. Hiệp ước biên giới biển Liên Xô/Mỹ 1990, vẫn chưa được Duma Nga phê chuẩn, không đề cập tới tình trạng của các đảo này.

## Đặc điểm tự nhiên
Đảo này rộng khoảng 135 km (84 dặm), rộng khoảng 80 km (50 dặm) và có diện tích khoảng 7.670 km² (2.963 dặm vuông), trong đó khoảng 61% là núi. Trên đảo có một vài sông băng và hồ nhỏ và lãnh nguyên Bắc cực. Phần trung tâm đảo là vùng núi. Địa hình đảo có thể coi là bao gồm 3 dãy núi chạy song song theo chiều đông-tây mà người Nga gọi là dãy núi Bắc (thấp nhất), Trung (hùng vĩ nhất, rộng tới 40 km và dài 145 km) và Nam. Chúng đều kết thúc ở hai đầu đông tây là các vách núi đá lởm chởm. Điểm cao nhất trên đảo là núi Sovetskaya với cao độ 1.096 m (3.596 ft) nằm ở dãy núi Trung. Dãy núi Bắc chuyển dần thành một vùng bình nguyên lầy lội, gọi là lãnh nguyên Akademia. Dãy núi phía nam không cao và không xa từ bờ biển. Giữa các dãy núi là các thung lũng với nhiều sông suối nhỏ. Tổng cộng trên đảo có khoảng 140 sông, suối với chiều dài trên 1 km và 5 sông với chiều dài trên 50 km. Trong số khoảng 900 hồ, chủ yếu nằm trong lãnh nguyên Akademia, thì có 6 hồ với diện tích trên 1 km². Độ sâu trung bình của các hồ này không quá 2 m. Các hồ này chủ yếu được tạo thành do nhiệt-karst.

## Khí hậu
Đảo Wrangel có khí hậu vùng cực khắc nghiệt. Khu vực này được che phủ bởi các khối không khí lạnh và khô tại Bắc cực trong phần lớn thời gian của năm. Không khí ấm và ẩm hơn có thể có tại phía đông nam đảo này trong mùa hè. Các khối khí nóng và khô từ Siberia thổi tới đảo này có tính chu kỳ.
Mùa đông kéo dài và đặc trưng là thời tiết giá lạnh ổn định và gió từ hướng bắc. Trong thời kỳ này, nhiệt độ thường xuống rất thấp so với điểm đóng băng của nước trong vài tháng. Trong tháng Hai và Ba thường có bão tuyết với tốc độ gió tới 140 km/h (87 mph) hay cao hơn.
Mùa hè ngắn thì mát nhưng tương đối dịu do ngày vùng cực nói chung giữ cho nhiệt độ trên 0 °C (32 °F). Một vài trận sương giá và tuyết rơi có thể xảy ra, với sương mù là chuyện bình thường. Thời tiết khô và ấm hơn có tại khu vực trung tâm của đảo do địa hình nội tại của đảo tạo ra gió phơn. Độ ẩm tương đối trung bình là khoảng 82%. Ngày vùng cực kéo dài từ khoảng 20 tháng 5 tới 20 tháng 7 còn đêm vùng cực từ khoảng 20 tháng 11 tới hết tháng 1 năm sau.
| Tháng                                   | 1     | 2     | 3     | 4     | 5     | 6     | 7    | 8    | 9     | 10    | 11    | 12    | Cả năm |
| --------------------------------------- | ----- | ----- | ----- | ----- | ----- | ----- | ---- | ---- | ----- | ----- | ----- | ----- | ------ |
| Nhiệt độ tối đa đã ghi nhận (°C)        | 1,5   | -0,2  | 0,7   | 2,2   | 11,1  | 17,4  | 18,2 | 16,7 | 11,9  | 5,3   | 1,7   | 1,1   | 18,2   |
| Nhiệt độ tối đa trung bình ngày (°C)    | -19,2 | -21,1 | -19,8 | -13,3 | -4,1  | 3,0   | 5,3  | 4,5  | 0,8   | -5,4  | -11,9 | -18,1 | -8,2   |
| Nhiệt độ trung bình ngày (°C)           | -22,3 | -25,2 | -24,7 | -18,0 | -6,7  | 0,3   | 2,4  | 2,1  | -0,9  | -8,0  | -14,8 | -21,3 | -11,4  |
| Nhiệt độ tối thiểu trung bình ngày (°C) | -26,7 | -28,6 | -27,6 | -21,2 | -9,8  | -1,5  | 0,6  | 0,2  | -2,9  | -10,2 | -18,0 | -24,7 | -14,2  |
| Nhiệt độ tối thiểu đã ghi nhận (°C)     | -42,0 | -44,6 | -45,0 | -38,2 | -31,5 | -12,3 | -4,9 | -6,5 | -21,4 | -29,8 | -34,9 | -57,7 | -57,7  |
| Giáng thủy trung bình tháng (mm)        | 16    | 9     | 9     | 8     | 8     | 13    | 23   | 28   | 22    | 15    | 17    | 11    | 179    |
| Nguồn: pogoda.ru.net                    |       |       |       |       |       |       |      |      |       |       |       |       |        |

## Sinh vật
Quần thực vật của đảo bao gồm 417 loài thực vật, cao gấp đôi so với bất kỳ lãnh thổ lãnh nguyên (tundra) vùng Bắc cực nào khác có cùng kích thước và nhiều hơn bất kỳ đảo nào trên Bắc cực. Vì lý do này, đảo đã được công nhận là di sản thế giới xa nhất về phía bắc vào năm 2004.

### Thực vật
Nhà nghiên cứu đầu tiên về thảm thực vật của đảo Wrangel là B. N. Gorodkov, năm 1938 đã nghiên cứu vùng ven bờ phía đông của đảo, coi nó như là khu vực sa mạc vùng Bắc cực và vùng cực. Sau khi nghiên cứu đầy đủ toàn bộ đảo từ nửa sau thế kỷ 20 nó được coi như là tiểu vùng lãnh nguyên Bắc cực của vùng lãnh nguyên. Dù kích thước đảo Wrangel không lớn, nhưng do các nét đặc biệt cục bộ rõ nét trong thảm thực vật của nó nên nó được tách ra thành cận vùng Wrangel đặc biệt của vùng lãnh nguyên Bắc cực Wrangel-Tây-Mỹ.
Thảm thực vật đảo Wrangel có đặc điểm là giàu thành phần loài cổ. Số lượng loài thực vật có mạch trên 310 (ví dụ, trên phần lớn các đảo lớn hơn thuộc quần đảo Novosiberia thực vật có mạch chỉ có khoảng 135 loài, trên các đảo thuộc Severnaya Zemlya khoảng 65 còn trên quần đảo Zemlya Frants-Iosif thì ít hơn 50). Quần thực vật trên đảo giàu sinh vật cổ còn sót lại và tương đối nghèo các dạng thực vật phổ biến trong các khu vực cận cực khác, mà tại đây theo các đánh giá khác nhau, không chiếm quá 35 - 40%.
Khoảng 3% thực vật là cận đặc hữu như cỏ kiềm (Puccinellia spp.), anh túc Gorodkov (Papaver gorodkovii), cỏ đậu Wrangel (Oxytropis wrangelii) và đặc hữu như cỏ Wrangel (Poa hartzii subsp vrangelica), anh túc Ushakov (Papaver uschakovii), ỷ lăng Wrangel (Potentilla wrangelii), anh túc Lapland (Papaver lapponicum). Ngoài ra, trên đảo Wrangel còn có thêm khoảng 114 loài thực vật hiếm và rất hiếm khác.
Thành phần như thế của thế giới thực vật cho phép dưa ra kết luận rằng thảm thực vật Bắc cực bản địa tại khu vực này của Bering cổ đã không bị các sông băng tiêu diệt, và biển đã cản trở sự thâm nhập từ phía nam của các loài di cư muộn hơn.
Thảm thực vật hiện đại trên lãnh thổ khu bảo tồn gần như là thấp bé, thưa thớt ở khắp mọi nơi. Chủ yếu là lãnh nguyên rêu-cỏ lác. Trong các thung lũng vùng núi và các lòng chảo giữa các núi tại phần trung tâm của đảo người ta gặp các bụi liễu như liễu Richardson (Salix lanata subsp. richardsonii) với chiều cao tới 1 m.

### Động vật
Quần động vật của đảo nói chung không phong phú, do các điều kiện thời tiết khắc nghiệt.
Quần động vật không xương sống được nghiên cứu rất ít. Nói chung bắt gặp một vài loài ong nghệ (Bombus spp.), muỗi (họ Culidae), bướm (Lepidoptera), ruồi (Diptera) và mòng da (Cuterebra spp.) ký sinh tuần lộc (Rangifer tarandus).
Cá trong các vùng nước ven bờ đảo chưa được nghiên cứu đầy đủ. Trong các vùng nước ngọt của đảo không có cá.
Trên đảo thường xuyên làm tổ không dưới 20 loài chim, và khoảng 20 loài là các loài chim bay đến hay làm tổ không thường xuyên trong khu bảo tồn.
Động vật lông vũ đông đảo nhất về số lượng — nằm trong số các động vật hiếm là ngỗng trắng (Chen caerulescens). Chúng tạo thành một quần thể chính trong thung lũng sông Tundrovaya ở trung tâm đảo và một vài quần thể nhỏ. Nhiều về số lượng còn có chim thuộc bộ Sẻ, với các đại diện là sẻ đất tuyết (Plectrophenax nivalis) và sẻ đất Lapland (Calcarius lapponicus). Để làm tổ và thay lông, bay tới khu bảo tồn còn có ngỗng đen (Branta spp.). Trong số chim sinh sống tại khu bảo tồn trên đảo còn có vịt Eider (Somateria spp.), choi choi Iceland (Calidris canutus), choi choi xám (Pluvialis squatarola), mòng biển xám (Larus hyperboreus), mòng biển đuôi dĩa (Xema sabini), cướp biển đuôi dài (Stercorarius longicaudus), cú trắng (Bubo scandiacus). Hiếm gặp hơn trong khu bảo tồn là choi choi diều đen (Calidris alpina), choi choi cát ngực xám (Calidris melanotos), nhạn biển Bắc cực (Sterna paradisaea), cướp biển Pomarine (Stercorarius pomarinus), chim lặn họng đỏ (Gavia stellata), quạ (Corvus corax), sẻ xám Bắc cực (Carduelis hornemanni).
Ngẫu nhiên bay tới hay bị gió đưa tới khu bảo tồn là chim từ Bắc Mỹ, trong số này thường xuyên bay đến đảo Wrangel là sếu Canada (Grus canadensis), cũng như ngỗng Canada (Branta canadensis) và một số loài chim dạng sẻ nhỏ từ châu Mỹ, bao gồm chim từ bộ Sẻ như chích phao câu vàng (Dendroica coronata), ri xavan (Passerculus sandwichensis), ri chỏm vàng (Zonotrichia atricapilla), ri Junco (Junco spp.), ri Mỹ họng trắng (Zonotrichia albicollis).
Quần động vật có vú trên đảo khá nghèo nàn. Thường xuyên sinh sống ở đây có lemmut móng guốc (Dicrostonyx torquatus), lemmut Siberia (Lemmus sibiricus) và cáo Bắc cực (Vulpes lagopus). Xuất hiện có chu kỳ và với một lượng đáng kể là gấu trắng Bắc cực (Ursus maritimus) với hang sinh đẻ của chúng nằm tại các ranh giới của khu bảo tồn. Xuất hiện tạm thời trong khu bảo tồn có sói xám (Canis lupus), chồn sói (Gulo gulo), chồn ecmin (Mustela erminea) và cáo hung (Vulpes vulpes). Cùng với con người thì trên đảo Wrangel cũng sinh sống chó kéo xe. Trong các nơi sinh sống của người xuất hiện chuột nhắt (Mus musculus). Để thích nghi với thủy thổ trên đảo người ta cũng chuyển tới đây tuần lộc và bò xạ (Ovibos moschatus).
Trong quá khứ, tuần lộc đã từng sinh sống tại đây còn đàn ngày nay là hậu duệ của tuần lộc nhà được chuyển tới đây vào các năm 1948, 1954, 1967, 1968, 1975 từ bán đảo Chukotka. Hiện tại số lượng tuần lộc trên đảo khoảng 1.500 con.
Có chứng cứ cho thấy bò xạ đã sinh sống trên đảo Wrangel trong quá khứ. Ngày nay đàn bò xạ 20 con được chuyển từ tháng 4 năm 1975 tới đây từ đảo Nunivak của Mỹ.
Trên lãnh thổ đảo là khu vực sinh sống trên cạn lớn nhất tại Nga của moóc. Trong các vùng nước ven bờ thì các loài hải cẩu (Pinnipedia) sinh sống.
Giữa thập niên 1990, trên tạp chí Nature có thể đọc được thông tin về phát hiện gây chấn động đã được thực hiện trên đảo. Cộng tác viên của khu bảo tồn, ông Sergey Vartanyan đã tìm thấy tại đây các di cốt của voi ma mút (Mammuthus primegenius), với niên đại của nó được xác định là trong khoảng 13,6-2,1 nghìn năm TCN. Trong khi đó, theo quan điểm thời kỳ đó thì voi ma mút đã tuyệt chủng vào khoảng 10-12 nghìn năm trước. Sau này người ta phát hiện ra rằng các di cốt này thuộc về một phân loài tương đối nhỏ của voi ma mút., do hạn chế nguồn cung cấp thức ăn nên chúng có kích thước nhỏ hơn nhiều so với voi ma mút thông thường, cư trú trên đảo Wrangel vào thời gian mà các kim tự tháp Ai Cập đã có và biến mất vào khoảng thời gian trị vì của Tutankhamun và giai đoạn thịnh vượng của nền văn minh Mycenae ở Hy Lạp. Điều này đặt đảo Wrangel trong chuỗi các địa chỉ khảo cổ học quan trọng nhất của hành tinh.
Năm 1953, chính quyền tỉnh Magadan đã thông qua nghị quyết về bảo tồn các khu sinh sống trên đất liền của hải cẩu và năm 1960, tỉnh Magadan đã quyết định thành lập khu bảo tồn dài hạn, được nâng cấp thành khu bảo tồn cấp nhà nước cộng hòa vào năm 1968.